# 영양군의회
영양군의회는 경상북도 영양군 지역을 관할하는 기초의회이다.